# Abd al-Rahman Arif
ʿAbd al-Rahmān ʿĀrif (Baghdad, 14 aprile 1916 – Amman, 24 agosto 2007) è stato un generale e politico iracheno, presidente dell'Iraq dal 1966 al 1968.

## Biografia
Militare di carriera, ʿAbd al-Rahmān ʿĀrif (in arabo عبد الرحمن عارف‎?) entrò nell'Accademia Militare nel 1936, lo stesso anno in cui fu portato a termine il primo colpo di Stato militare dal generale curdo Bakr Sidqi.
Di sentimenti panarabi come suo fratello ʿAbd al-Salām, prese parte al colpo di Stato del 14 luglio 1958 che rovesciò la monarchia hascemita. Appoggiò anche il colpo di Stato filo-nasseriano di suo fratello, ʿAbd al-Salām ʿĀrif che nel 1963 abbatté nel sangue il governo del generale ʿAbd al-Karīm Qāsim (Kassem).
Suo fratello lo nominò capo delle forze armate irachene e quando morì in un incidente aereo dai contorni notevolmente oscuri, nell'aprile del 1966, il Primo Ministro ʿAbd al-Rahmān al-Bazzāz divenne nuovo Presidente della Repubblica. Pochissimo tempo dopo, l'intelligente e carismatico al-Bazzāz lasciò senza indugi la Presidenza nelle mani di ʿAbd al-Rahmān ʿĀrif, interpretando con accorta sagacia la forte volontà delle forze armate di far succedere a un militare un altro militare dello stesso orientamento politico.
ʿĀrif fu nominato Presidente della Repubblica dal Consiglio del Comando della Rivoluzione e non deluse i suoi sostenitori, dal momento che proseguì senza deviazioni la politica del fratello, accentuandone però alquanto il profilo nazionalistico.
Fu apertamente nasseriano. Inviò truppe irachene a combattere nella Guerra dei sei giorni (5-10 giugno 1967) contro Israele, subendo notevoli perdite, ma dimostrando una solidarietà panaraba che non era soltanto teorica come per molti altri Paesi arabi.

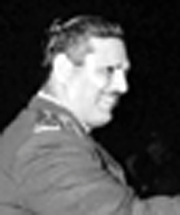
il gen. ʿĀrif ʿAbd al-Razzāq

ʿĀrif ʿAbd al-Razzāq, un ufficiale dell'Aeronautica Militare Iracheno devotamente filo-nasseriano, tentò di portare a fine un nuovo colpo di Stato contro di lui e fece bombardare per questo il Palazzo Presidenziale da due MiG-17 di fabbricazione sovietica, ma il tentativo fallì miseramente e fu imprigionato. Fu questo il secondo fallito colpo di Stato contro il regime dei due fratelli ʿĀrif. Il Presidente ʿAbd al-Rahmān ʿĀrif si recò alla televisione di Stato per dichiarare che, in quell'occasione, ʿAbd al-Razzāq sarebbe stato severamente punito ma poco tempo dopo gli concesse la grazia che lo portò alla liberazione.
La sua presidenza viene ritenuta debole e indecisa. Tuttavia esistono numerose prove che attestano una sua totale incorruttibilità.
Il 16 luglio 1968, mentre il Presidente dormiva, alcuni suoi collaboratori più intimi (tra cui si annidavano alcuni membri del Ba'th, come Ahmad Hasan al-Bakr), lo deposero con un incruento colpo di mano. Come ad ʿAbd al-Rahmān ʿĀrif e a suo fratello ʿAbd al-Salām nel sanguinoso colpo di Stato contro Kassem del 1963, anche alla coalizione di congiurati bastò porre sotto il proprio controllo la Radio e il ministero della Difesa. ʿAbd al-Rahmān ʿĀrif fu catturato e l'allora ministro della Difesa, Hardan al-Tikriti, lo avvertì per telefono che era stato deposto dalla carica. ʿĀrif fu esiliato in Turchia.
Tornò in Iraq nel 1979, quando Saddam Hussein prese il potere, ma restò lontano dalla vita politica e pubblica. Gli fu consentito di lasciare il Paese una volta che il regime di Saddam Hussein lo autorizzò a compiere il hājj.  ʿĀrif lasciò definitivamente il Paese quando Saddam Hussein fu deposto dalle forze armate statunitensi e visse allora ad Amman (Giordania) a partire dal 2004. Morì nella capitale giordana il 24 agosto 2007, all'età di 91 anni. La milizia sciita di Muqtada al-Sadr lo minacciò di uccidere l'intera sua famiglia, inclusi i parenti della moglie, come pure chiunque si fosse recato alle sue esequie.
Fu sposato con Fāʾiqa ʿAbd al-Majīd Fāris al-ʿĀnī.